# 摩文仁賢和

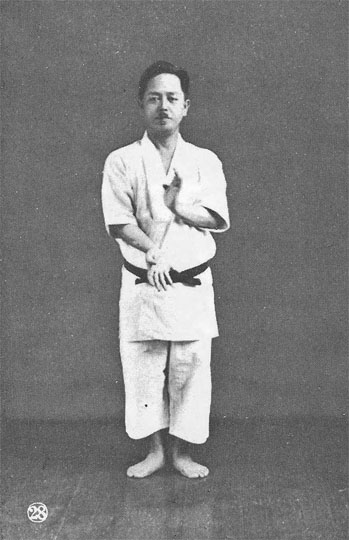
摩文仁賢和

摩文仁 賢和（まぶに けんわ、1889年（明治22年）11月14日 - 1952年（昭和27年）5月23日）は、沖縄県首里市出身の空手家。空手の四大流派のひとつである糸東流の開祖。

## 経歴・人物
1889年（明治22年）現在の沖縄県那覇市（旧・首里市）に生まれる。摩文仁間切の脇地頭夏氏摩文仁家の直系、鼻祖は大城賢雄。13歳で首里手の大家糸洲安恒の門下に入り、その後19歳で那覇手の大家東恩納寛量に師事する。兵役終了後、警察官として採用される。1918年（大正7年）、自宅を会合所として「唐手研究会」を設立。1924年（大正13年）巡査を退職し沖縄県立水産学校、巡査教習所の空手指導の嘱託教授に就任。1925年（大正14年）には宮城長順、本部朝勇、花城長茂、知花朝信らと共に「唐手研究会」を沖縄唐手研究倶楽部に発展改組。
1929年（昭和4年）より本土に渡り、神伝不動流、不遷流など本土の柔術も学ぶ。1931年「摩文仁流」と名乗る。1934年（昭和9年）には大阪で道場「養秀館」を開き、恩師である糸洲安恒と東恩納寛量より一字ずつ取った糸東流を名乗る。なお、昭和9年3月5日発行の『攻防自在　護身術空手拳法』と昭和9年10月8日発行の『セーパイの研究　護身術秘傳　空手拳法』、昭和9年10月25日発行の『攻防自在・空手拳法　十八の研究』の著書の奥付けの広告では、肩書は「日本拳法空手術教授　剛柔流拳法師範」とあり、大阪市西成区鶴見橋通りと大阪市港区市場通りにあった道場2か所のうちの一つは「尚進舘道場」となっている。
1939年（昭和14年）、大日本武徳会より空手術錬士号を授与される。
1952年（昭和27年）、大阪で没した。享年62。
弟子に日本拳法の開祖である澤山宗海がいる。

## 著作
- 『攻防自在　護身術空手拳法』昭和9年
- 『セーパイの研究　護身術秘傳　空手拳法』昭和9年
- 『攻防自在・空手拳法　十八の研究』昭和9年
- 『攻防自在護身拳法　空手道入門』昭和10年
- 『攻防自在護身拳法　空手道入門　別名　空手術教範』昭和13年
- 『空手叢書　來留破（クルルンハー）の研究 - ① - 』昭和27年